# 狼牙ヘニパウイルス
狼牙ヘニパウイルス（ランヤヘニパウイルス、LayV）は、2022年に中華人民共和国東部で確認された、新種のヘニパウイルス。

## 概要
2022年8月、アメリカ合衆国の医学誌「ニューイングランド・ジャーナル・オブ・メディシン」に掲載された書簡によって、その存在が明らかにされる。これは、中国、シンガポール、オーストラリアの研究チームによるものである。チームの一人、デューク・シンガポール国立大学医学部のワン・リンファは、中国共産党系メディア環球時報の取材には、「パニックになる必要はない」と答えている。
中国の山東省、河南省で確認されており、12日の報道の時点で、35人の感染者が発生している。
研究チームによると、トガリネズミが自然宿主であるとみられている。
中国の研究チームによると、症状を調べた26人では全員に発熱がみられ、疲労感(54％)、せき(50％)、食欲不振(50％)となっている。
8月7日、隣国である中華民国（台湾）の疾病予防センターは、「注意深く監視している」と述べた。